# Хималија (сателит)
Хималија је десети, познати, Јупитеров сателит. По грчкој митологији Хималија је била нимфа која је родила Зевсу (паралела у римској митологији је Јупитер) три сина. Овај сателит је открио Чарлс Дилон Перин 1904. године. За разлику од сателита ближих Јупитеру, орбите Леде, Хималије, Лиситеје и Еларе су нагнуте према Јупитеровом екватору (око 28 степени). Пречник Хималије је 186 километара а удаљеност од Јупитера је 11.480.000 километара.